# Жак Огар
Жак Огар (фр. Jacques Hogard; Сен Манде, 16. децембар 1955) је француски пуковник Легије странаца у пензији и некадашњи командант француских специјалаца на Косову и Метохији непосредно по доласку КФОР-а 1999. године. Његовом заслугом је сачуван манастир Девич од напада албанских екстремиста и припадника Ослободилачке војске Косова.

## Биографија
Жак Огар је рођен 16. децембра 1955. године у градићу Сен Манде на северу Француске, као син генерала Жака Огара, официра морнаричке пешадије и учесника Другог светског рата, односно унук пешадијског генерала Емила Огара (фр. Émile Hogard). 
Након завршене војне школе, определио се за пешадију и придружио Легији странаца, где је постао командант падобранске чете. Учествовао је у неколико страних мисија, нарочито у Африци. Налазио се на разним дужностима у Џибутију, Сомалији, Јемену, Руанди.

### Рат на Косову и Метохији
По потписивању Кумановског споразума у јуну 1999. године, предводио је француске специјалце који су ушли на Косову и Метохији као део међународних мировних снага КФОР. Сазнавши да га очекује мисија на Косову, разговарао је са својим оцем, тада већ пензионисаним француским генералом, који му је скренуо пажњу на историју француско-српског пријатељства и савезништва. Схвативши колико је дубока политичка прича, пуковник Огар је пожелео да затражи други распоред, али га је отац одговорио речима:
А не, не смеш да одбијеш мисију, мораш да је прихватиш! Ти ћеш је боље обавити, тим пре што имаш истинску способност расуђивања, захваљујући овом нашем разговору.— Пуковник Жак Огар
Пуковник Огар је имао задатак од француског Генералштаба да обезбеди да никако не дође до додира између српских избеглица са Косова и Метохије и припадника Ослободилачке војске Косова. Сведочио је да су припадници британског контигента КФОР-а на својим тенковима превозили припаднике ОВК са албанским заставама, те да их је зауставила патрола француских специјалаца по његовом наређењу на путу Косовска Митровица-Вучитрн, уз наређење да отворе ватру по британским војницима уколико покушају да наставе даље. Након шест сати, британски војници су се повукли.
Као неко ко познаје историју, осећао сам истинску солидарност и емпатију као хришћанин, када сам видео шта се на Косову и Метохији догађа са српским манастирима, монасима, монахињама. Када сам видео како их нападају, муче, пљачкају, био сам ужаснут. Такође, осетио сам да сам у потпуности солидаран са оним што се догађало Србима, будући да сам знао да су Срби од давнина пријатељи Француске.— Пуковник Жак Огар
Заслужан је за пружање заштите манастиру Девич, који је тако сачуван од скрнављења и уништења.

### Приватни послови и друге активности
Два дана по повратку са Косова и Метохије, преминуо му је отац. Добровољно се повукао из војне службе 2000. године и основао приватну компанију специјализовану за стратешке обавештајне услуге и међународну пословну дипломатију. Остао је активан у многим ветеранским и другим професионалним друштвима. Написао је и објавио неколико књига о својим војним ангажовањима.
Председник Републике Србије Томислав Николић је 2017. године пуковника Огара одликовао Златном медаљом за храброст Милош Обилић. Пуковник Огар је говорио на трибини поводом 20. годишњице НАТО агресије на СР Југославију, која је одржана 26. марта 2019. године у Културном центру Србије у Паризу.

## Ставови
Пуковник Огар сматра да је западна цивилизација у перманентној декаденцији од Француске револуције, коју окривљује за дехристијанизацију Европе:
Мислим да није никаква тајна да западној цивилизацији данас једноставно није добро. Дехристијанизација је почела још пре 250 година, у ствари, у време Француске револуције. Можда ће то неког шокирати, али то стварно мислим. Различите фазе те дехристијанизације, посебно у Француској, као што су напуштање моралних вредности, материјализам, капитализам без граница, дух уживања, довољни су разлози који су, нажалост, довели западну цивилизацију до урушавања и пада.
Делатност Међународног суда за бившу Југославију у Хагу сматра потпуно политички мотивисаном, због чега тај суд није довео до правде и кажњавања криваца, већ је пресуђивано према интересима САД, ЕУ и НАТО. За генерала Небојшу Павковића, ратног команданта Треће армије Војске Југославије, тврди да је: „изузетан официр, чија се част не може довести у питање. Сигуран сам у то. Уверен сам да је он официр на кога Србија треба да буде поносна.”
Јавно се успротивио захтеву Републике Косово за чланство у УНЕСКО, октобра 2015. године.

## Књиге
- Evropa je skončala u Prištini  rat na Kosovu-proleće-leto 1999, Mettela ; Sion : Editions Xenia, Beograd  978-86-88393-05-8;
- Европа је скончала у Приштини: рат на Косову - пролеће-лето 1999, Карић фондација, Београд (2020)  978-86-7594-064-7.[6]

## Одликовања
- Национални орден Легије части (Француска)
- Национални орден за заслуге (Француска)
- Ратни крст за стране оперативне мисије (фр. Croix de guerre des théâtres d'opérations extérieures)
- Крст војне храбрости (Француска)
- Орден pro Merito Melitensi (Малтешки витешки ред)
- Орден Светог Саве првог степена (Свети архијерејски синод Српске православне цркве)
- Златна медаља за храброст Милош Обилић (Република Србија)[3]

## Награде
- 2019: Награда Браћа Карић